# Элтон Луис
Элтон Луиз Сантос Кардосо (порт. Elton Luiz Santos Cardoso; род. 30 сентября 1985, Салвадор) — бразильский футболист.

## Карьера
Начал карьеру в бразильском клубе «Бангу». В 2010 году уехал в Армению и стал игроком «Импульса». Сыграв два сезона за кавказский клуб, вернулся на родину и немного поиграл за «Сертанзинью». В 2013 году вновь покинул Бразилию и приехал в Таджикистан. Там стал игроком «Регар-ТадАЗ».